# سیارک ۱۱۶۵۷
سیارک ۱۱۶۵۷ (به انگلیسی: 11657 Antonhajduk، نامگذاری:1997EN7) یازده هزار و ششصد و پنجاه و هفتمین سیارک کشف شده‌است که در ۵ مارس ۱۹۹۷ کشف شد.
قدر مطلق سیارک برابر ۱۴٫۶۰ است.